# Álvaro Arbeloa
Álvaro Arbeloa, teljes nevén Álvaro Arbeloa Coca (Salamanca, 1983. január 17. –) spanyol labdarúgó, 2025-től a Real Madrid Castilla csapat edzője.
Karrierjét a Real Madrid csapatnál kezdte, a különböző ifjúsági és tartalékcsapatok után a 2004–05-ös szezonban a felnőtt csapatban is játszott két mérkőzést. Ezt követően egy szezon erejéig a Deportivo La Coruña játékosa volt, majd Angliába, a Liverpoolhoz szerződött. 2009-ben tért vissza korábbi nevelőegyesületéhez.
A válogatottban 2008 óta szerepel, ezalatt világ- és Európa-bajnoki címet is szerzett a nemzeti csapattal.

## Pályafutása

### Real Madrid
2000-től egészen 2006-ig a Real Madrid szolgálatában állt. 2003-tól 2006-ig leginkább annak tartalékcsapatában, a Castillában játszott, azonban a 2004–05-ös szezonban két meccs erejéig az első csapatban is játéklehetőséget kapott.

### Deportivo La Coruña
2006-ban a Deportivo játékosa lett. Itt mindössze egy idényt töltött, ezalatt hússzor lépett pályára.

### Liverpool

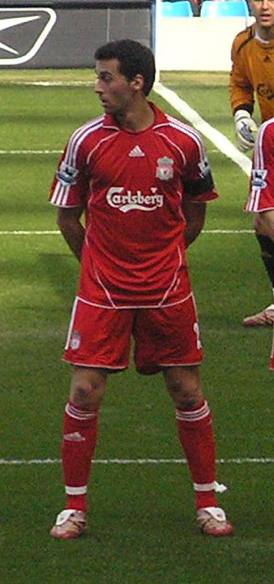
2007-ben, a Liverpool színeiben

2007. január 31-én, vagyis a téli átigazolási időszak utolsó napján igazolta le a Liverpool FC csapata, négymillió euró körüli összegért. Első mérkőzésére február 10-én, a Newcastle ellen került sor, ekkor Jermaine Pennant cseréjeként lépett pályára. Április 7-én, a Reading ellen szerezte meg első gólját a „vörösök” színeiben.
A következő szezonban a 2-esről a 17-es számú mezre váltott, mivel azt jobban preferálta. Ekkor lett stabil kezdő, amit például a Manchester United vagy a Chelsea ellen nyújtott jó teljesítményének köszönhetett. Szerepelt a BL-döntőben is, az AC Milan ellen 2–1-re elvesztett meccsen csereként lépett pályára.
2009. május 18-án, egy West Bromwich Albion elleni összecsapáson majdnem összeverekedett hátvédtársával, Jamie Carragherrel. Négy ember, Xabi Alonso, Pepe Reina, Daniel Agger és Emiliano Insúa választották szét őket. Carragher a szóváltást Arbeloa gyenge teljesítményével indokolta.

### Ismét a Realnál
2009. július 28-án született meg a megállapodás nevelőegyesülete, a Real Madrid és a Liverpool között Arbeloa átigazolásáról. A transzfer összege 3,5 millió euró volt, szerződése öt évre szólt. Míchel Salgado és Miguel Torres távozása után a kettes számú mez lett az övé. Tapasztalt játékosok híján leginkább balhátvédként szerepelt. Első gólját a Xerez ellen szerezte február 13-án. Bő egy hónappal később a „madridi derbin” (El Derbi madrileño) is betalált. Ez a találat később győzelmet ért csapatának, a végeredmény ugyanis 3–2 lett a Real javára.

### West Ham United
A 2016–2017-es idényt az angol West Ham Unitednél töltötte, de mindössze három bajnokin lépett pályára. A szezon végén bejelentette visszavonulását.

### A válogatottban

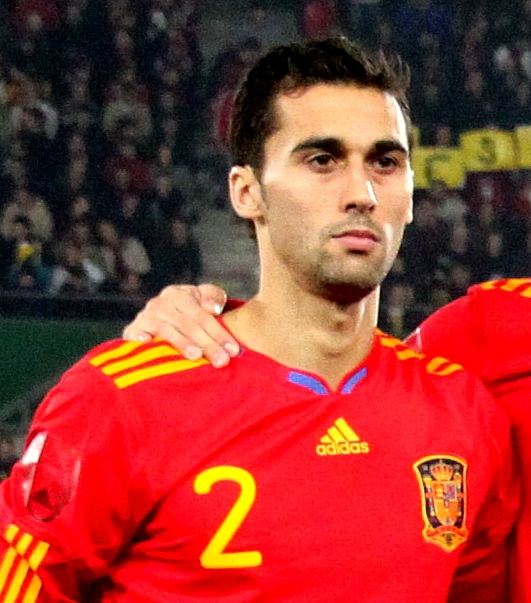
A válogatott mezében

Először 2008. február 1-jén, egy Franciaország elleni barátságos találkozón került be a válogatottba, azonban ekkor nem játszhatott sérülés miatt. A hónap végén, Olaszország ellen szerepelhetett először a válogatottban.
2008-ban tagja volt az Európa-bajnokságon szereplő spanyol keretnek. Ekkor még nagyrészt kezdő volt, azonban a két évvel későbbi világbajnokságon már csak egyszer lépett pályára, csereként.

### Edzőként
2020 szeptemberében visszatért a Real Madridhoz, ahol az U14-es csapat menedzserévé nevezték ki. Két évvel később a Juvenil A-hoz került, ahol a 2024–25-ös szezonban megnyerte a területi bajnokságot. 2025. május 28-án kinevezték a Real Madrid Castilla menedzserévé.

## Karrierje statisztikái

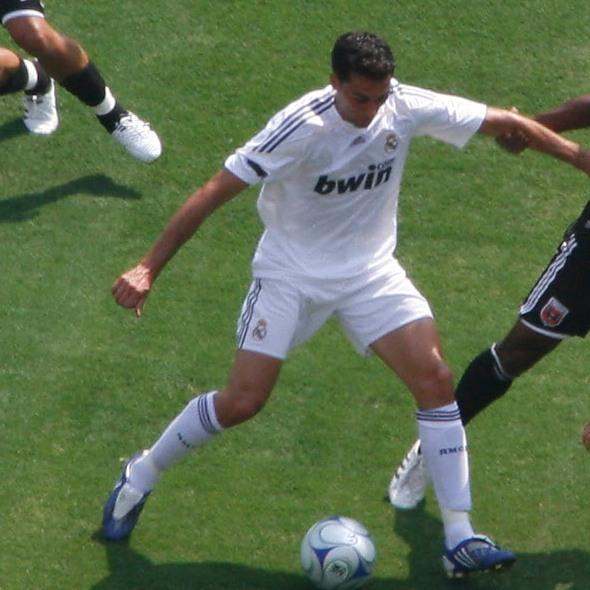
Arbeloa a Real Madrid játékosaként

2012. február 4. szerint.
| Klub               | Szezon             | Bajnokság | Bajnokság | Kupa  | Kupa  | Szuperkupa | Szuperkupa | Európa | Európa | Összesen | Összesen |
| Klub               | Szezon             | Mérk.     | Gól       | Mérk. | Gól   | Mérk.      | Gól        | Mérk.  | Gól    | Mérk.    | Gól      |
| ------------------ | ------------------ | --------- | --------- | ----- | ----- | ---------- | ---------- | ------ | ------ | -------- | -------- |
| Castilla           | 2003–04            | 16        | 1         | -     | -     | -          | -          | -      | -      | 16       | 1        |
| Real Madrid        | 2004–05            | 2         | 0         | -     | -     | -          | -          | -      | -      | 2        | 0        |
| Castilla           | 2005–06            | 34        | 0         | -     | -     | -          | -          | -      | -      | 34       | 0        |
| Castilla           | Klub összesen      | 52        | 1         | 0     | 0     | 0          | 0          | 0      | 0      | 52       | 1        |
| Deportivo          | 2006–07            | 20        | 0         | -     | -     | -          | -          | -      | -      | 20       | 0        |
| Deportivo          | Klub összesen      | 20        | 0         | 0     | 0     | 0          | 0          | 0      | 0      | 20       | 0        |
|                    | Season             | Bajnokság | Bajnokság | Kupa  | Kupa  | Ligakupa   | Ligakupa   | Európa | Európa | Összesen | Összesen |
| Mérk.              | Season             | Gól       | Mérk.     | Gól   | Mérk. | Gól        | Mérk.      | Gól    | Mérk.  | Gól      |          |
| Liverpool          | 2006–07            | 9         | 1         | 0     | 0     | 0          | 0          | 5      | 0      | 14       | 1        |
| Liverpool          | 2007–08            | 28        | 0         | 1     | 0     | 3          | 0          | 9      | 0      | 41       | 0        |
| Liverpool          | 2008–09            | 29        | 1         | 2     | 0     | 0          | 0          | 12     | 0      | 43       | 1        |
| Liverpool          | Klub összesen      | 66        | 2         | 3     | 0     | 3          | 0          | 26     | 0      | 98       | 2        |
|                    | Szezon             | Bajnokság | Bajnokság | Kupa  | Kupa  | Szuperkupa | Szuperkupa | Európa | Európa | Total    | Total    |
| Mérk.              | Szezon             | Gól       | Mérk.     | Gól   | Mérk. | Gól        | Mérk.      | Gól    | Mérk.  | Gól      |          |
| Real Madrid        | 2009–10            | 30        | 2         | 2     | 0     | 0          | 0          | 6      | 0      | 38       | 2        |
| Real Madrid        | 2010–11            | 26        | 0         | 8     | 0     | 0          | 0          | 9      | 1      | 43       | 1        |
| Real Madrid        | 2011–12            | 12        | 0         | 3     | 0     | 0          | 0          | 4      | 0      | 19       | 0        |
| Real Madrid        | Klub összesen      | 68        | 2         | 13    | 0     | 0          | 0          | 19     | 1      | 100      | 3        |
| Karrierje összesen | Karrierje összesen | 206       | 5         | 18    | 0     | 3          | 0          | 45     | 1      | 272      | 6        |

## Sikerei, díjai

### Real Madrid
- Spanyol kupa: 2010–11
- Európai szuperkupa (1): 2014
- Bajnokok Ligája: 2013-2014

### Válogatott
- Európa-bajnok: 2008
- Világbajnok: 2010

2-szeres spanyol bajnok